# Coupé (koets)

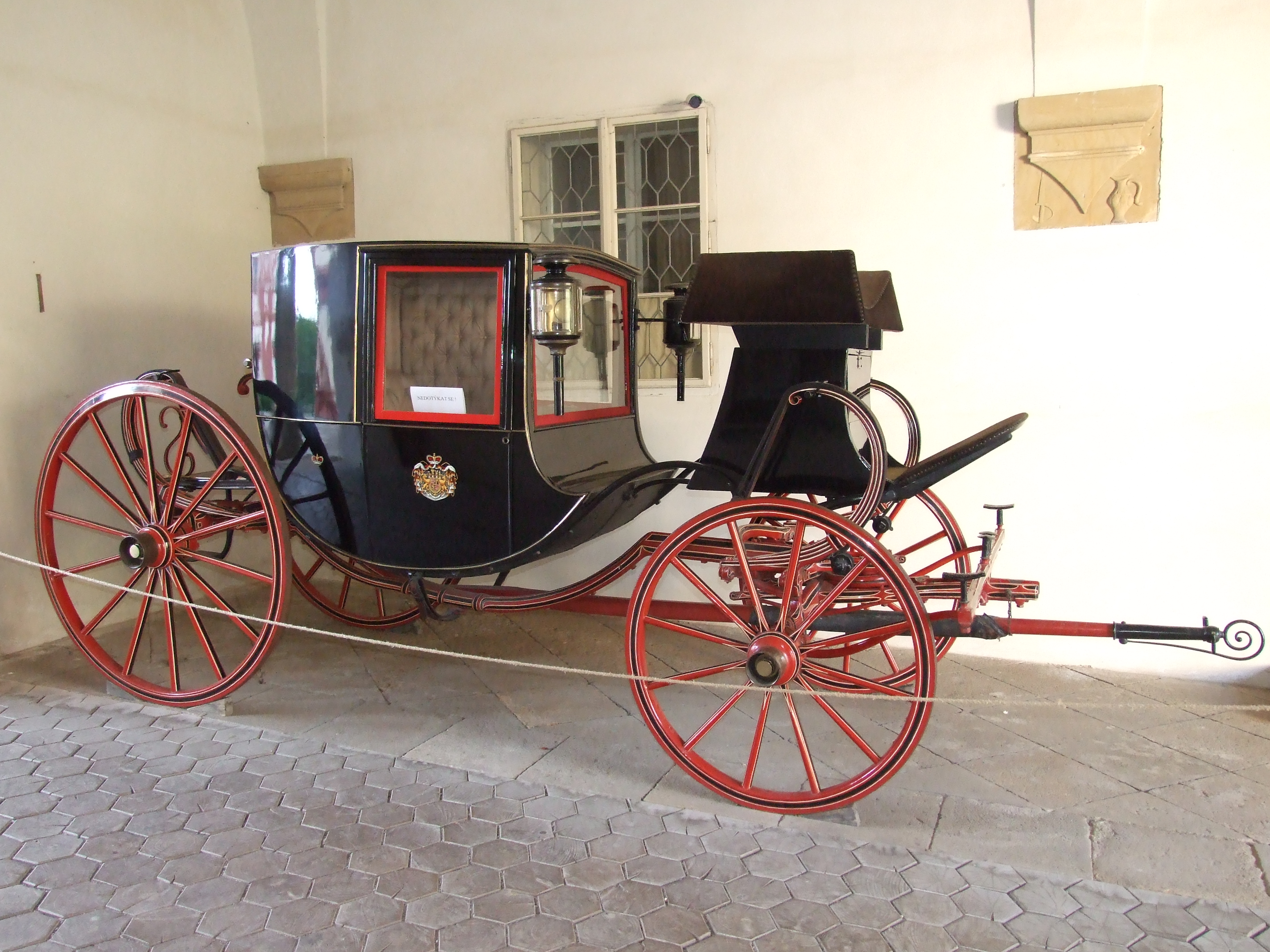
Een coupé

Een coupé (ontleend aan het Frans, oorspronkelijk koets-coupé) is een lichte, vierwielige, gesloten koets met achterin slechts één zitbank voor twee passagiers en getrokken door één of twee paarden.
De gewone coupé is kleiner dan een driekwart coupé, die wat meer beenruimte biedt en soms voorin twee extra (kinder)zitjes heeft, en nog kleiner dan de berline, geschikt voor vier passagiers. Een glazen ruit aan de voorzijde scheidt de passagiers van de koetsier op de bok. Door middel van een fluitje boven de voorruit konden zij meestal de koetsier een sein geven. Het gebruik van dit type koets had zijn hoogtepunt in de 19e en het begin van de 20e eeuw, maar het model wordt nog steeds hier en daar gebruikt, bijvoorbeeld als trouwcoupé.
Een tweepersoonscoupé waarvan de kap naar achteren kan worden opengeklapt, heet een landaulet(te).

## Galerij

Een coupé uit ca. 1811, van binnen bekleed met groen fluweel
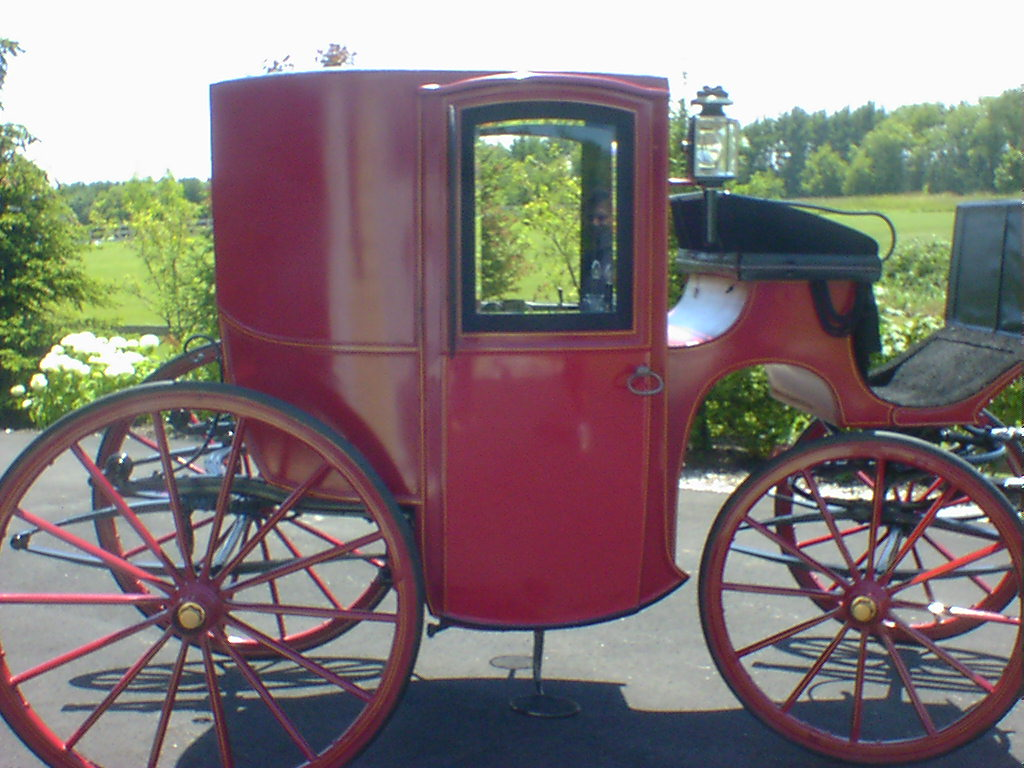
Een coupé uit ca. 1890
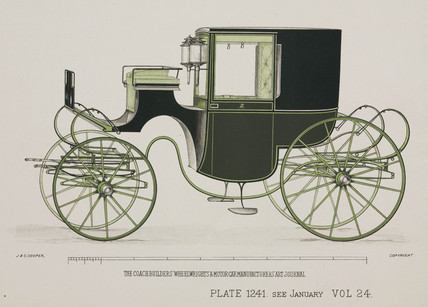
Een coupé uit 1903